# Бернар К'яреллі
Бернар К'яреллі (фр. Bernard Chiarelli; 24 лютого 1934, Валансьєнн — 17 листопада 2024) — французький футболіст, що грав на позиції півзахисника, зокрема, за клуби «Валансьєнн» та «Лілль», а також національну збірну Франції. По завершенні ігрової кар'єри — тренер.

## Клубна кар'єра
У дорослому футболі дебютував 1952 року виступами за команду клубу «Валансьєнн», в якій провів шість сезонів.
Протягом 1958—1959 років захищав кольори «Ланса».
Своєю грою за останню команду привернув увагу представників тренерського штабу «Лілля», до складу якого приєднався 1959 року. Відіграв за команду з Лілля наступні три сезони своєї ігрової кар'єри.
Завершив професійну ігрову кар'єру в «Седані», за який виступав протягом 1962—1963 років.

## Виступи за збірну
1958 року провів свою першу гру за національну збірну Франції, яка залишилася для нього єдиною. Того ж року поїхав у її складі на чемпіонат світу у Швеції, в іграх якого на поле не виходив, а його команда стала бронзовим медалістом світової першості.

## Кар'єра тренера
Протягом 1968—1977 років був головним тренером команди «Амікаль де Люсе».

## Титули і досягнення
- Бронзовий призер чемпіонату світу: 1958